# Okres Szigetvár
Okres Szigetvár (maďarsky Szigetvári járás) je okres v jižním Maďarsku v župě Baranya. Jeho správním centrem je město Szigetvár.

## Sídla
V okrese se nachází celkem 45 měst a obcí.
Města
- Szigetvár

Obce
| - Almamellék - Almáskeresztúr - Bánfa - Basal - Boldogasszonyfa - Botykapeterd - Bürüs - Csebény - Csertő - Dencsháza - Endrőc - Gyöngyösmellék - Hobol - Horváthertelend - Ibafa - Katádfa - Kétújfalu - Kisdobsza - Kistamási - Magyarlukafa - Merenye - Molvány | - Mozsgó - Nagydobsza - Nagypeterd - Nagyváty - Nemeske - Nyugotszenterzsébet - Patapoklosi - Pettend - Rózsafa - Somogyapáti - Somogyhárságy - Somogyhatvan - Somogyviszló - Szentegát - Szentlászló - Szörény - Szulimán - Teklafalu - Tótszentgyörgy - Várad - Vásárosbéc - Zádor |